# Iztapa
Iztapa – miasto w południowej Gwatemali, w departamencie Escuintla, 35 km na południe od stolicy departamentu miasta Escuintla. Miasto leży na wybrzeżu Pacyfiku, lecz od otwartego morza oddziela je półwysep i zatoka którą tworzy rzeka María Linda. Według danych szacunkowych w 2012 roku liczba ludności miasta wyniosła 7154 mieszkańców.
W mieście funkcjonuje klub piłkarski Deportivo Iztapa.

## Gmina Iztapa
Jest siedzibą władz gminy o tej samej nazwie, która w 2012 roku liczyła 11 797 mieszkańców. Gmina jak na warunki Gwatemali jest średniej wielkości, a jej powierzchnia obejmuje 328 km².